# Fatuquero
Fatuquero (Fatukeru, Fatukero) ist ein osttimoresischer Suco im Verwaltungsamt Railaco (Gemeinde Ermera).

## Geographie

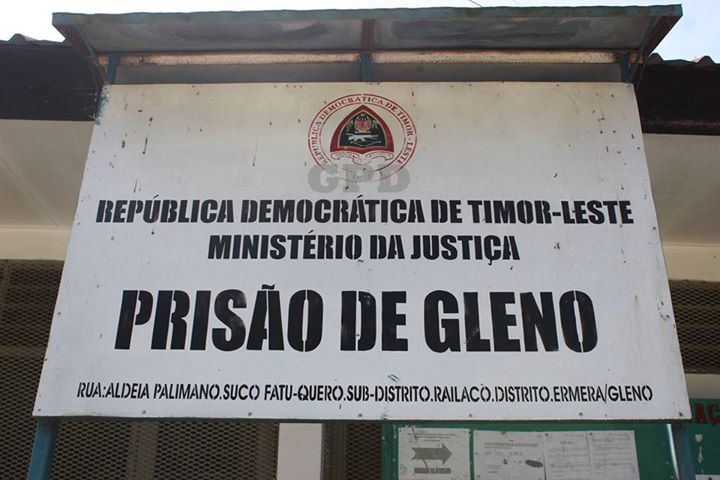
Das Gefängnis Gleno in Fatuquero

Vor der Gebietsreform 2015 hatte Fatuquero eine Fläche von 12,64 km². Nun sind es 11,32 km². Der Suco Fatuquero liegt im Süden des Verwaltungsamts Railaco. Nördlich liegt der Suco Liho, östlich der Suco Railaco Craic und westlich der Suco Tocoluli. Im Süden grenzt Fatuquero an das Verwaltungsamt Ermera mit seinen Sucos Lauala und Riheu. Die Nordgrenze bildet der Fluss Buamara, die Südgrenze der Fluss Gleno. In den Gleno fließt der Maurotieramata, der den Südosten von Fatuquero durchquert. Der Gleno gehört zum System des Lóis, der Buamara zum System des Comoros.
Durch Fatuquero führen die Überlandstraßen aus den Gemeindehauptstädten Aileu im Osten und Gleno im Süden, die nach Dili im Norden führen. An der Straße aus Aileu liegen im Norden des Sucos die Dörfer Caitarahei (Kaitarahei) und Fatada. Im Süden liegt am Zusammenfluss vom Rio Gleno und Maurotieramata der Ort Palimano (Falimano) und im Südwesten an der Straße nach Gleno das Dorf Aihatutu (Aihautu). In Caitarahei und in Palimano gibt es jeweils eine Grundschule. An der Rua Aldeia Palimano befindet sich das Gefängnis Gleno, eine der wichtigsten Strafanstalten Osttimors.
Im Suco befinden sich die zwei Aldeias Caitarahei und Palimano.

## Einwohner

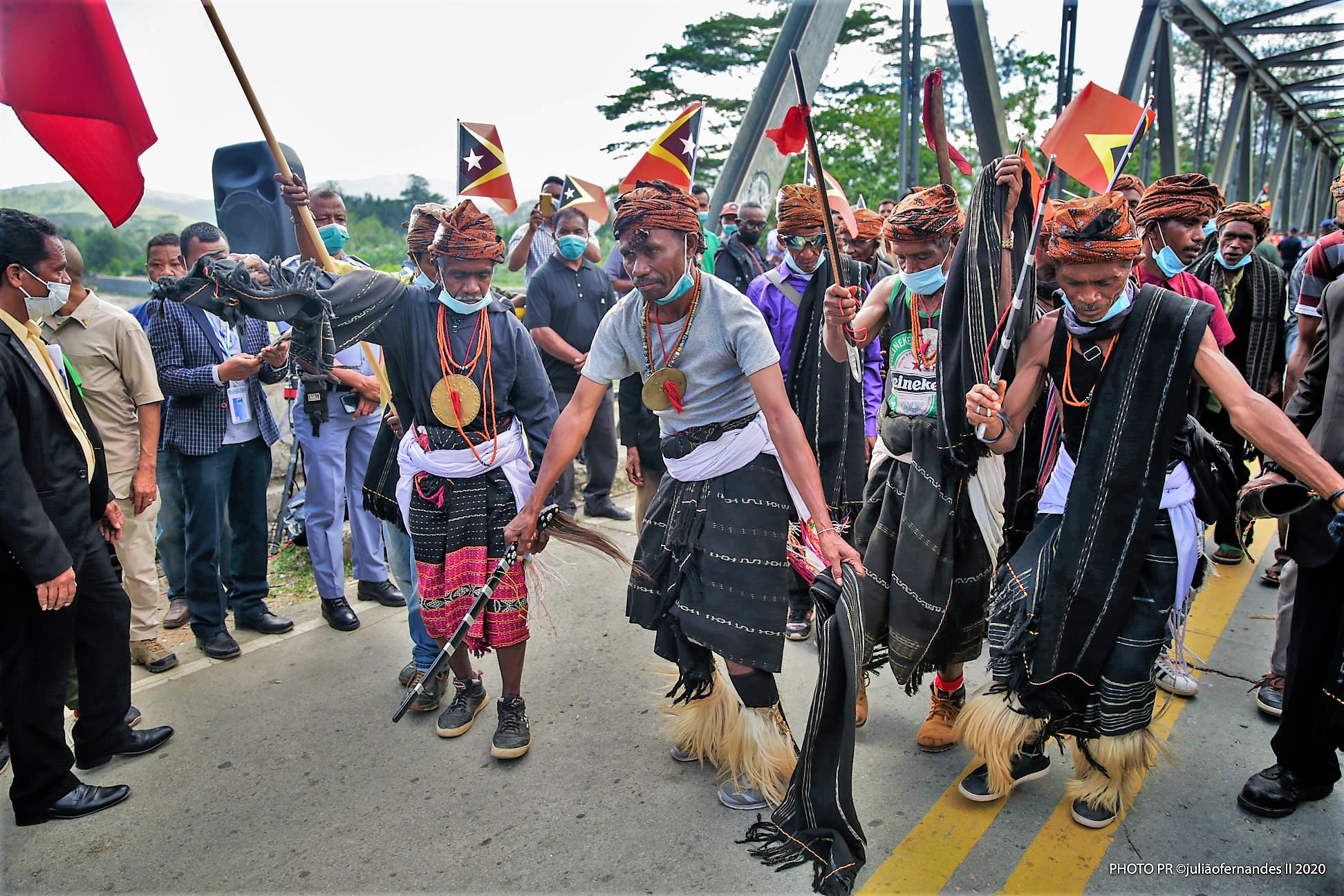
Begrüßung von Präsident Guterres in Fatuquero (2020)

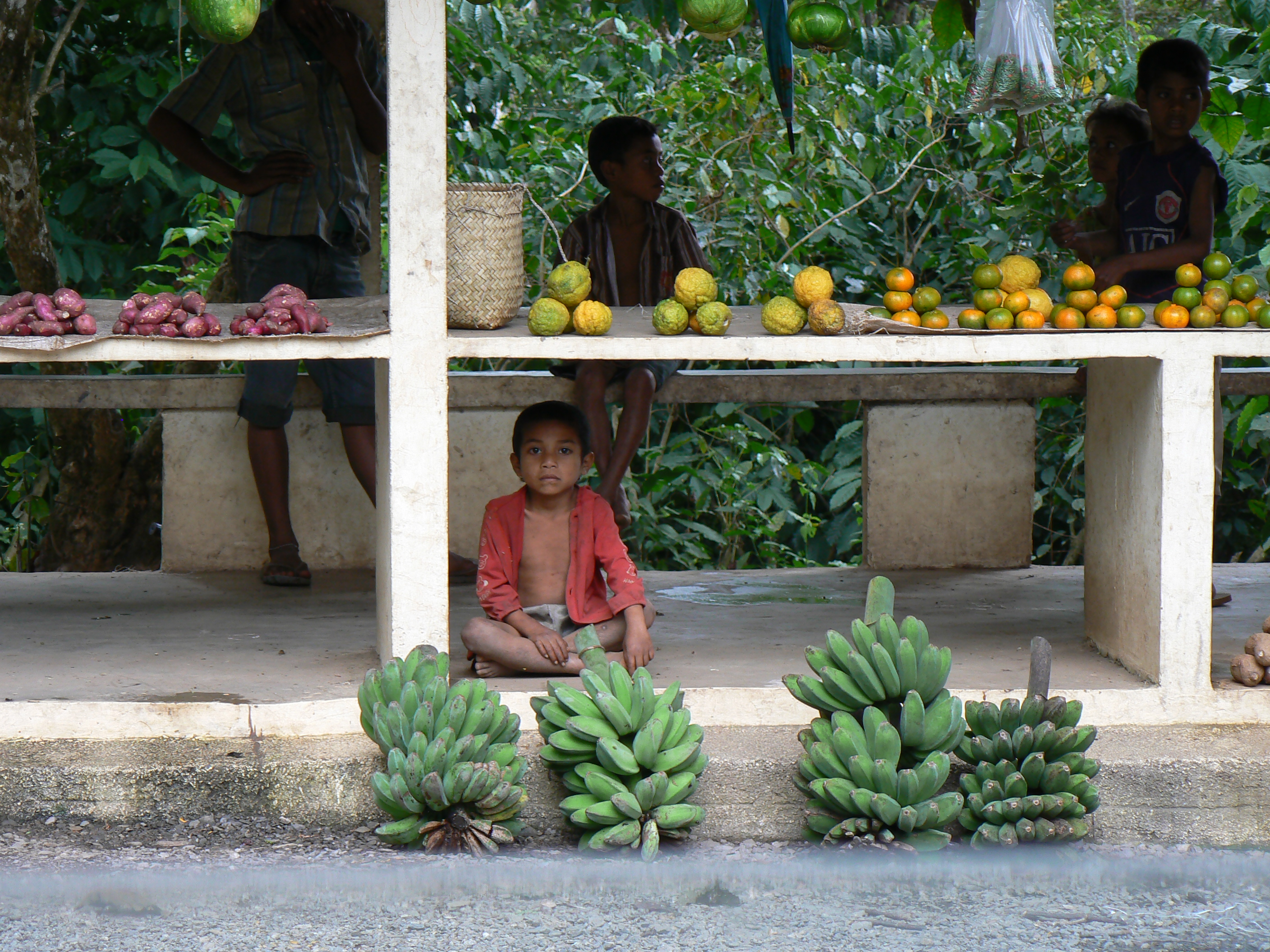
Obststand in Aihatutu

Im Suco leben 2.794 Einwohner (2022), davon sind 1.441 Männer und 1.353 Frauen. 2.485 von ihnen wohnen, wo die Gemeindehauptstadt Gleno in Fatuquero reinreicht, in einer urbanen Umgebung, 11.317 im ländlichen Teil des Sucos. Im Suco gibt es 538 Haushalte. Fast 89 % der Einwohner geben Tetum Prasa als ihre Muttersprache an. Mehr als 9 % sprechen Mambai.

## Politik
Bei den Wahlen von 2004/2005 wurde Ricardo Soares zum Chefe de Suco gewählt. Bei den Wahlen 2009 gewann Alberto Oliveira und 2016 Ricardo Madeira Soares.

## Wirtschaft
Eine seit 2017 bestehende Pilzzucht im Suco erntet dreimal wöchentlich Pilze, die auf einem Substrat aus Sägemehl, Reiskleie und Kalkstein wachsen. In Dili werden sie als frittierte Cracker (kerupuk kulat) verkauft.

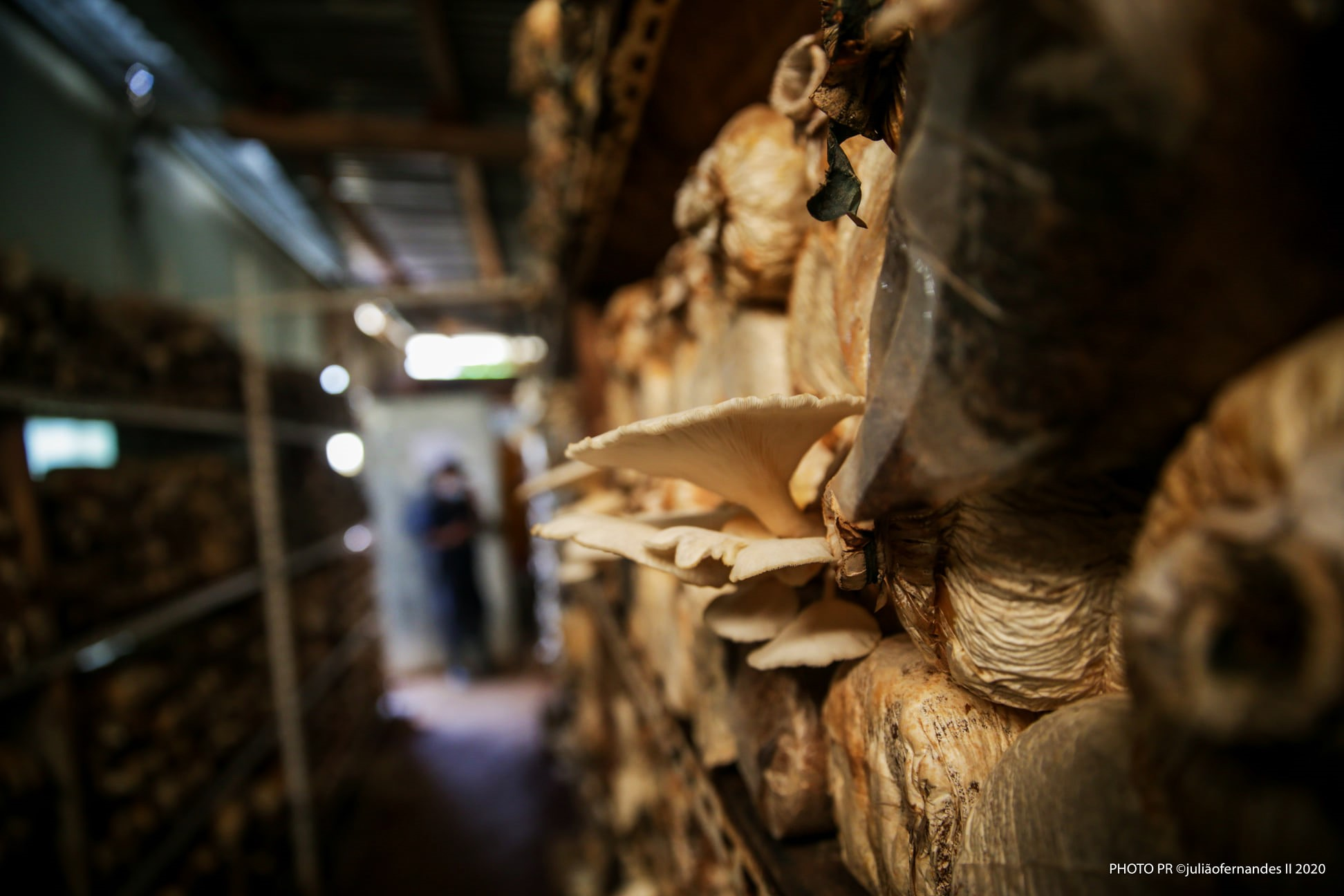
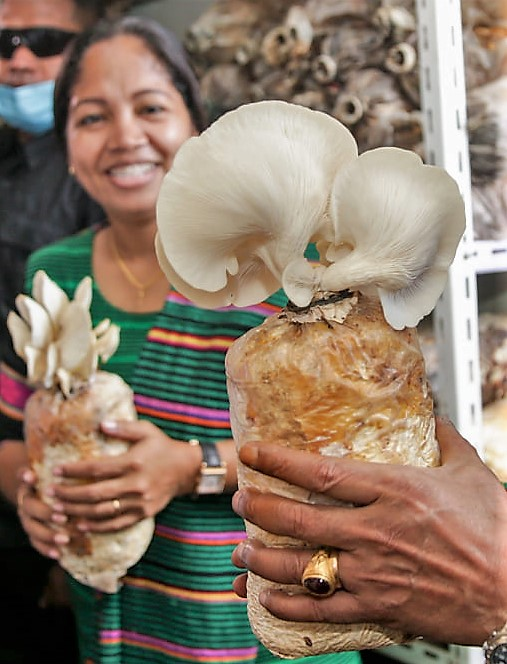
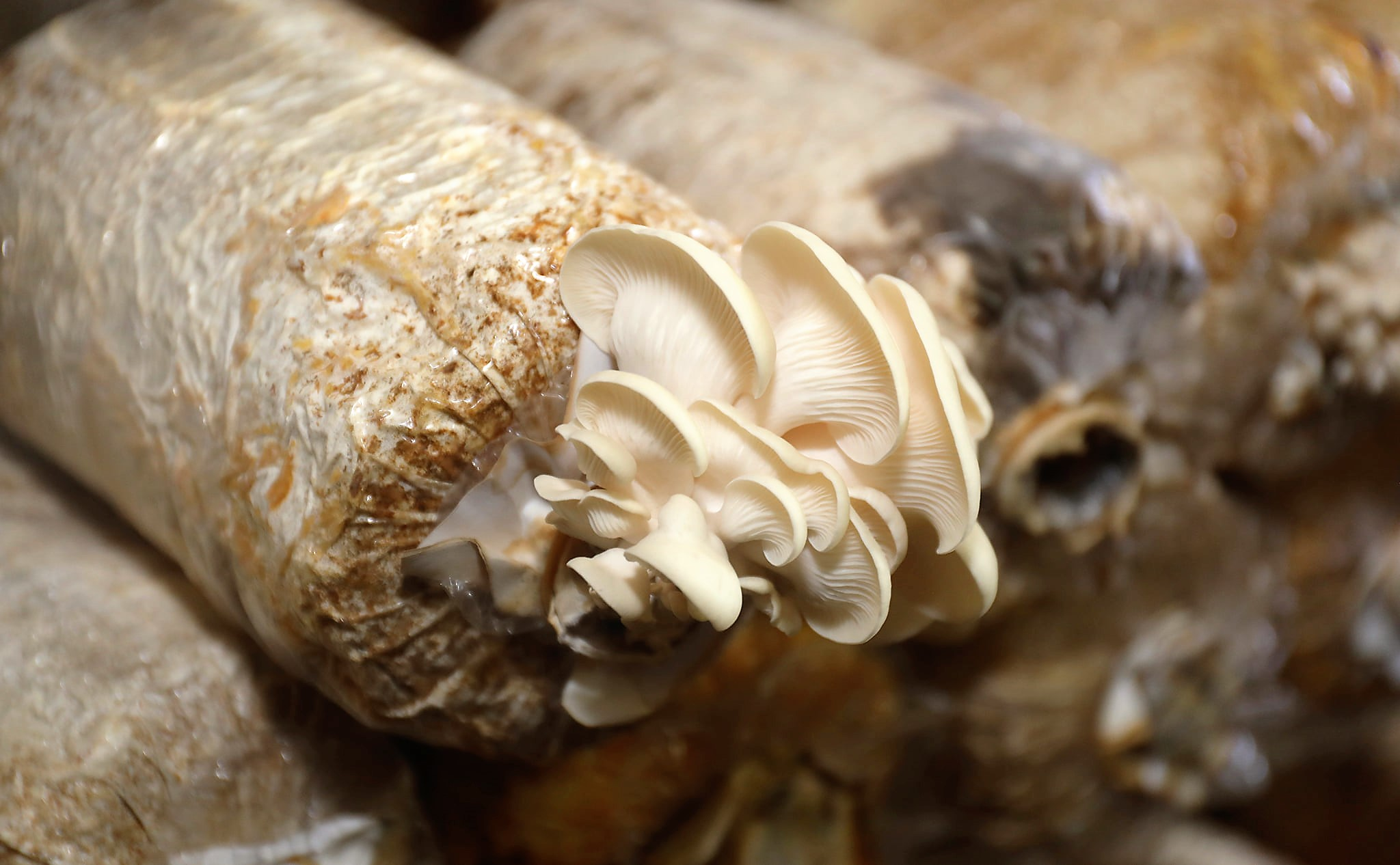